# Ernst Lauermann
Ernst Lauermann (* 27. Dezember 1952 in Wien) ist ein österreichischer Prähistoriker und ehemaliger Landesarchäologe Niederösterreichs.

## Leben
Lauermann legte seine Matura 1971 in Strebersdorf ab. Von 1973 bis 1976 besuchte er die Pädagogische Akademie der Erzdiözese Wien. 1976 legte er die Lehramtsprüfung für Hauptschulen in den Fächern Deutsch und Leibeserziehung ab. Bis 1992 unterrichtete er dann an der Hauptschule Ost in Stockerau.
Ab 1976 studierte er Ur- und Frühgeschichte bzw. Mittelalterliche Geschichte an der Universität Wien. 1988 promovierte er mit der Dissertation Archäologische Landesaufnahme aller ur- und frühgeschichtlichen Fundstellen des Gerichtsbezirkes Stockerau (Forschungsstand 1984). Im Jahr 1992 wurde er in den Niederösterreichischen Landesdienst (Abt. K1 Kultur und Wissenschaft) als Prähistoriker übernommen. Bis 2005 war er wissenschaftlicher Mitarbeiter, ab 2006 Landesarchäologe für den Fachbereich Ur- und Frühgeschichte, bzw. Mittelalterarchäologie Niederösterreichs und wissenschaftlicher Leiter des Museums für Urgeschichte des Landes Niederösterreich in Asparn an der Zaya.
Seine Forschungsschwerpunkte sind die Bronze- und die Eisenzeit. Im Jahr 2018 ging Lauermann in den Ruhestand.

## Publikationen
- Auf den Spuren der Vergangenheit. Eine archäologische Landschaft stellt sich vor. Der Siedlungsraum Grossmugl in ur- und frühgeschichtlicher Zeit. Niederösterreichische Gesellschaft für Ur- und Frühgeschichte Sektion Stockerau, Stockerau 1990.
- Die Bronzezeit im Raum Stockerau. Niederösterreichische Gesellschaft für Ur- und Frühgeschichte Sektion Stockerau, Stockerau 1991.
- Archäologie einer Landschaft. Der Raum Stockerau in ur- und frühgeschichtlicher Zeit. Niederösterreichische Gesellschaft für Ur- und Frühgeschichte Sektion Stockerau, Stockerau 1993.
- Gräber sprechen, wo die Geschichte schweigt. Grabbrauchtum im Weinviertel Niederösterreichs von der Urzeit bis ins Frühmittelalter (= Kataloge des Niederösterreichischen Landesmuseums. Neue Folge, Band 344). Amt der Niederösterreichischen Landesregierung, Wien 1994, ISBN 3-85460-111-5.
- Ein frühbronzezeitliches Gräberfeld aus Unterhautzenthal. Teil 1: Archäologie (= Kataloge des Niederösterreichischen Landesmuseums. Neue Folge, Band 370). Niederösterreichische Gesellschaft für Ur- und Frühgeschichte Sektion Stockerau, Stockerau 1995.
- "Frage nach den Pfaden der Vorzeit ...". Archäologische Forschungsergebnisse aus der Großgemeinde Sierndorf, Bezirk Korneuburg, Niederösterreich. Niederösterreichische Gesellschaft für Ur- und Frühgeschichte Sektion Stockerau, Stockerau 1996.
- mit Erich Pucher und Manfred Schmitzberger: Unterhautzenthal und Michelberg. Beiträge zum Siedlungswesen der frühbronzezeitlichen Aunjetitz-Kultur im nördlichen Niederösterreich (= Archäologische Forschungen in Niederösterreich. Band 1). Niederösterreichisches Institut für Landeskunde, St. Pölten 2001, ISBN 3-901635-04-1.
- Studien zur Aunjetitz-Kultur im nördlichen Niederösterreich (= Universitätsforschungen zur prähistorischen Archäologie. Band 99). 2 Teilbände, Dr. Rudolf Habelt, Bonn 2003, ISBN 3-7749-3207-7.
- Stockerau im Lichte der Spatenforschung. Archäologie einer Stadt (= Kataloge des Niederösterreichischen Landesmuseums. Neue Folge, Band 465). Niederösterreichische Gesellschaft für Ur- und Frühgeschichte Sektion Stockerau, Stockerau 2006, ISBN 3-85460-232-4.
- Archäologie einer Landschaft: Asparn/Zaya - Gnadendorf - Ladendorf (= Kataloge des Niederösterreichischen Landesmuseums. Neue Folge, Band 470). Museum für Urgeschichte des Landes Niederösterreich, Asparn 2007, ISBN 978-3-85460-237-8.
- ... Jahrtausenden auf der Spur. Ein Begleitbuch zur Landessammlung im Niederösterreichischen Museum für Urgeschichte in Asparn an der Zaya (= Kataloge des Niederösterreichischen Landesmuseums. Neue Folge, Band 480). Niederösterreichisches Museum für Urgeschichte, Asparn 2009, ISBN 978-3-85460-247-7.
- mit Elisabeth Rammer: Die urnenfelderzeitlichen Metallhortfunde Niederösterreichs. Mit besonderer Berücksichtigung der zwei Depotfunde aus Enzersdorf im Thale (= Universitätsforschungen zur Prähistorischen Archäologie. Band 226). Dr. Rudolf Habelt, Bonn 2013, ISBN 978-3-7749-3826-7.
- mit Eva Lenneis, Wolfgang F. A. Lobisser, Matthias W. Pacher und Peter Trebsche: Das „jungsteinzeitliche“ Langhaus in Asparn an der Zaya. Urgeschichte zwischen Befund und Experiment (= Archäologische Forschungen in Niederösterreich. Band 11). Niederösterreichisches Institut für Landeskunde, St. Pölten 2013, ISBN 978-3-901635-54-0.
- Archäologie des Weinviertels. Von den Steinzeitjägern bis zu den Kelten. Edition Winkler-Hermaden, Schleinbach 2017, ISBN 978-3-9504274-5-5.
- Die dunklen Jahrhunderte des Weinviertels. Von Germanen, Hunnen und Awaren bis zu den frühen Babenbergern. Edition Winkler-Hermaden, Schleinbach 2018, ISBN 978-3-9504475-4-5.
- Der Michelberg. Ein archäologischer Hotspot im südlichen Weinviertel. Edition Winkler-Hermaden, Schleinbach 2019, ISBN 978-3-9504625-6-2.
- mit Volker Lindinger: Untersuchungen zum hallstattzeitlichen Siedlungsraum Großmugl. Fundplätze, Altfundmaterial und geophysikalische Prospektion (= Archäologische Forschungen in Niederösterreich. Neue Folge, Band 8). Edition Donau-Universität Krems, Krems 2020, ISBN 978-3-903150-78-2.
- Die Pyramiden des Weinviertels. Gräber sprechen wo die Geschichte schweigt. Die Hügelgräber der Hallstattzeit. Edition Winkler-Hermaden, Schleinbach 2020, ISBN 978-3-9519804-2-3.
- mit Wolfgang Maresch: Seinerzeit in Stockerau. Bilder und Geschichten – 1930 bis 1990. Edition Winkler-Hermaden, Schleinbach 2022, ISBN 978-3-9504937-7-1.
- mit Volker Lindinger und Gerhard Hasenhündl: Das urnenfelder- und hallstattzeitliche Gräberfeld von Hollabrunn „An der Aspersdorferstrasse“ (= Archäologische Forschungen in Niederösterreich. Neue Folge, Band 9). Edition Donau-Universität Krems, Krems 2022, ISBN 978-3-903150-92-8.
- Die Kelten im Weinviertel. Von Kriegern, Heiligtümern und Druiden. Edition Winkler-Hermaden, Schleinbach 2023, ISBN 978-3-9505166-4-7.

## Belege
1. 1 2 3 4  Vita Ernst Lauermann, MAMUZ, abgerufen am 16. Oktober 2020 (PDF)

| Personendaten    | Personendaten               |
| ---------------- | --------------------------- |
| NAME             | Lauermann, Ernst            |
| KURZBESCHREIBUNG | österreichischer Archäologe |
| GEBURTSDATUM     | 27. Dezember 1952           |
| GEBURTSORT       | Wien                        |